# کوشارنو
کوشارنو (به صربی: Košarno) یک منطقهٔ مسکونی در صربستان است که در بوجانوواچ واقع شده‌است. کوشارنو ۱۰۵ نفر جمعیت دارد.